# Naval Air Station Pensacola
La Naval Air Station Pensacola, o NAS Pensacola (IATA: NPA, ICAO: KNPA, FAA LID: NPA), chiamata precedentemente NAS/KNAS fino alla modifica del 1970 per consentire all'Aeroporto Internazionale di Nassau (Bahamas), ora Lynden Pindling International Airport, di avere il codice IATA NAS), è una base della Marina degli Stati Uniti situata vicino a Warrington, in Florida, a sud-ovest della città di Pensacola.